# Выборы губернатора Камчатского края (2025)
Очередные выборы губернатора состоятся в Камчатском крае в период с 12 по 14 сентября 2025 года в единый день голосования.
Губернатор избирается на 5 лет. На тот же срок избранный губернатор назначает членом Совета Федерации одного из трёх протеже, заявленных при выдвижении.

## Предшествующие события
В апреле 2020 года председатель правительства Якутии Владимир Солодов был назначен исполняющим обязанности губернатора Камчатского края, заменив ушедшего в отставку Владимира Илюхина ввиду неудачной попытки справиться с пандемией COVID-19. На внеочередных выборах Солодов баллотировался как самовыдвиженец при поддержке «Единой России» и победил на них, набрав 80,51 % голосов избирателей.
В июне 2023 года, во время прямой трансляции Солодов публично заявил о намерении баллотироваться на новый срок в 2025 году. В феврале 2025 года действующий губернатор на встрече с Владимиром Путиным заявил, что собирается баллотироваться на губернаторский пост во второй раз, на что получил поддержку президента.

## Кандидаты
| Кандидат | Кандидат                        | Деятельность/должность (на момент выдвижения) | Субъект выдвижения  | Статус              | Кандидаты в Совет Федерации |
| -------- | ------------------------------- | --- | ------------------- | ------------------- | --------------------------- |
|          | Дмитрий Юрьевич Авдеев          | главный режиссёр Дома культуры и досуга «Апрель» | самовыдвижение      | отказ в регистрации | —                           |
|          | Егор Сергеевич Буханов          | заместитель генерального директора ООО «Управляющая компания „Эталон ЖКХ“»                                                                                  | самовыдвижение      | отказ в регистрации | —                           |
|          | Алёна Владимировна Диденко      | специалист 1 категории Единого расчётного центра КГУП «Камчатский водоканал»                                                                                | самовыдвижение      | отказ в регистрации | —                           |
|          | Леонид Юрьевич Каляев           | заместитель директора по административно-хозяйственной части МБОУ СОШ № 10 Петропвловск-Камчатского                                                         | самовыдвижение      | отказ в регистрации |                             |
|          | Наталья Вячеславовна Колгина    | директор МБОУ «Лицей № 46» Петропавловск-Камчатского | самовыдвижение      | отказ в регистрации | —                           |
|          | Василина Васильевна Кулиева     | депутат Государственной думы VIII созыва | ЛДПР                | зарегистрирована    |                             |
|          | Роман Демьянович Литвинов       | депутат Законодательного собрания Камчатского края | КПРФ                | зарегистрирован     |                             |
|          | Евгений Сергеевич Мирошниченко  | стоматолог-ортопед Камчатской краевой стоматологической поликлиники                                                                                         | самовыдвижение      | отказ в регистрации | —                           |
|          | Алексей Валерьевич Николаев     | домохозяин | самовыдвижение      | отказ в регистрации | —                           |
|          | Дмитрий Владимирович Пирожников | заместитель руководителя правового управления краевого государственного унитарного предприятия «Камчатский водоканал»                                       | самовыдвижение      | отказ в регистрации | —                           |
|          | Владимир Викторович Солодов     | действующий губернатор Камчатского края | «Единая Россия»     | зарегистрирован     |                             |
|          | Наталья Анатольевна Тетеревкова | депутат Городской думы Петропавловск-Камчатского городского округа, исполнительный директор Камчатского регионального отделения Российского Красного Креста | Партия пенсионеров  | отказ в регистрации | —                           |
|          | Дмитрий Анатольевич Тюрин       | юристконсульт Союза «Саморегулируемая организация строителей Камчатки»                                                                                      | «Коммунисты России» | зарегистрирован     |                             |